# Zarck Visser
Zarck Visser (ur. 15 września 1989) – południowoafrykański lekkoatleta specjalizujący się w skoku w dal. 
W 2011 zajął 7. miejsce na uniwersjadzie w Shenzhen. Rok później zdobył srebro mistrzostw Afryki w Porto-Novo. Wicemistrz igrzysk Wspólnoty Narodów w Glasgow (2014). W tym samym roku zdobył złoty medal mistrzostw Afryki w Marrakeszu. Medalista mistrzostw RPA.

## Osiągnięcia
| Rok  | Impreza                    | Miejsce    | Lokata            | Wynik |
| ---- | -------------------------- | ---------- | ----------------- | ----- |
| 2011 | Uniwersjada                | Shenzhen   | 7. miejsce        | 7,81  |
| 2012 | Mistrzostwa Afryki         | Porto-Novo | 2. miejsce        | 7,98  |
| 2013 | Mistrzostwa świata         | Moskwa     | el. – 17. miejsce | 7,79  |
| 2014 | Halowe mistrzostwa świata  | Sopot      | el. – 12. miejsce | 7,93  |
| 2014 | Igrzyska Wspólnoty Narodów | Glasgow    | 2. miejsce        | 8,12  |
| 2014 | Mistrzostwa Afryki         | Marrakesz  | 1. miejsce        | 8,08  |
| 2014 | Puchar interkontynentalny  | Marrakesz  | 3. miejsce        | 7,96  |
| 2015 | Mistrzostwa świata         | Pekin      | el. – 19. miejsce | 7,79  |
| 2017 | Mistrzostwa świata         | Londyn     | el. – 25. miejsce | 7,66  |

## Rekordy życiowe
- Skok w dal (stadion) – 8,41 (2015, 2019)